# Минченок, Алексей Сергеевич
Алексе́й Серге́евич Минчено́к (род. 4 ноября 1981, Омск) — российский режиссёр-аниматор.

## Биография[1]
Родился 4 ноября 1981 года в Омске.
Окончил Городскую художественную школу (Санкт-Петербург), лицей традиционной культуры в Санкт-Петербурге.
В 2005 году окончил Российский государственный педагогический университет им. А. И. Герцена по специальности «педагог рисования».
В 2006—2012 годах работал на проекте «Смешарики» режиссёром серий. Художник по персонажам сериала «Атомный лес» (2012), сценарист и художник по раскадровку сериала «Куми-Куми» (2013). Художник анимационного фильма «Морошка» (2015, реж. Полина Минченок). Автор анимационных фильмов «Фотокарточки» (2002) и «Бегемот и компот» («Веселая карусель» № 40, 2014).

## Фильмография

### Режиссёрские работы
- 2003—2012 — Смешарики

| Список серий классического сериала «Смешарики», поставленные Алексеем Минченком: | Список серий классического сериала «Смешарики», поставленные Алексеем Минченком: | Список серий классического сериала «Смешарики», поставленные Алексеем Минченком: | Список серий классического сериала «Смешарики», поставленные Алексеем Минченком: |
| № серии                                                                          | Название                                                                         | Сценарист серии                                                                  | Год производства                                                                 |
| -------------------------------------------------------------------------------- | -------------------------------------------------------------------------------- | -------------------------------------------------------------------------------- | -------------------------------------------------------------------------------- |
| 62                                                                               | Ульи Копатыча                                                                    | Дмитрий Яковенко                                                                 | 2006                                                                             |
| 96                                                                               | Секрет Гудини                                                                    | Дмитрий Яковенко                                                                 | 2007                                                                             |
| 110                                                                              | Право на одиночество                                                             | Алексей Лебедев                                                                  | 2007                                                                             |
| 153                                                                              | Руки                                                                             | Алексей Лебедев                                                                  | 2009                                                                             |
| 170                                                                              | Несколько мелочей на фоне природы                                                | Алексей Лебедев                                                                  | 2010                                                                             |
| 195                                                                              | Жмурки и ангелы                                                                  | Алексей Лебедев                                                                  | 2011                                                                             |
| 215                                                                              | Как это было                                                                     | Алексей Лебедев                                                                  | 2012                                                                             |

- 2011—2017 — Пин-Код. серия «Энцелад: вода и жизнь»
- 2012—2013 — Смешарики. Новые приключения (6-7, 25 серии)
- 2014 — Бегемот и компот
- 2016 — Ми-ми-мишки
- 2016 — У детей должен быть выбор
- 2019—2020 — Лекс и Плу. Космические таксисты

### Сценарист
- 2012—2018 — Куми-Куми
- 2014 — Бегемот и компот

### Художник-постановщик
- 2015 — Морошка

### Аниматор
- 2003—2012 — Смешарики
- 2011 — Смешарики. Начало
- 2012—2014 — Атомный лес
- 2012—2018 — Куми-Куми
- 2014—2018 — Котики, вперёд!

### Актёр озвучивания
- 2012—2014 — Атомный лес

## Награды[2]
- Февраль 2003 — Flash Конкурс Открытого Российский фестиваля анимационного кино в Суздале. «Фотокарточки» первое место автор: Минченок Алексей
- 21 ноября 2008 — «Листопадик» 2008 (Минск) «Диплом за решение проблемы одиночества в детском сериале» — «Право на одиночество» из сериала «Смешарики»
- 7 ноября 2011 — «Лучшим фильмом для детей» «Жмурки и ангелы» Алексея Минченка «Мультивидение»-2011"
- 3 марта 2016 — Международный молодёжный кинофестиваль «Свет миру — 2015» — диплом 1 степени в номинации «Анимация» «Бегемот и компот»